# Velars-sur-Ouche
Velars-sur-Ouche là một xã trong tỉnh Côte-d'Or, thuộc vùng Bourgogne-Franche-Comté của nước Pháp, có dân số là 1.666 người (thời điểm 1999).

## Nhân khẩu học
| 1962 | 1968 | 1975 | 1982 | 1990 | 1999 |
| ---- | ---- | ---- | ---- | ---- | ---- |
| 738  | 792  | 869  | 1313 | 1422 | 1666 |

## Các thành phố kết nghĩa
- Osburg, Đức